# Ísak Bergmann Jóhannesson
Ísak Bergmann Jóhannesson (født 23. marts 2003) er en islandsk fodboldspiller, der spiller som midtbanespiller for den tyske 2. Bundesliga-klub Fortuna Düsseldorf og det islandske fodboldlandshold. Han har tidligere spillet for den danske superligaklub F.C. København. 
Jóhannesson er født i England som søn af Jóhannes Karl Guðjónsson, der opholdt sig i England som professionel fodboldspiller.

## Klubkarriere

### ÍA
Ísak Jóhannesson begyndte sin professionelle karriere i den mindre klub Íþróttabandalag Akraness (ÍA) i Akranes i Island. I 2017 prøvetrænede han i Ajax og Brighton. Han spillede sin første seniorkamp i 2018 for ÍA i Islands næstbedste række, da han var 15 år gammel. Faren var træner for holdet på det tidspunkt. Senere samme år skiftede han til svenske IFK Norrköping.

### IFK Norrköping
Ísak Jóhannesson fik debut for IFK Norrköping i den svenske pokalturnering den 21. august 2019, hvor han var i startopstilling og scorede mod IFK Timrå. Han fik debut i Allsvenskan den 26. september 2019 som 16-årig, i en kamp mod IFK Eskilstuna, hvor han blev skiftet ind. Før 2020 sæsonen blev han nævnt som den mest lovende spiller i Allsvenskan. Det meste af 2020-sæsonen var han i startopstillingen. I oktober 2020 blev han af den engelske avis The Guardian angivet som blandt de 60 mest lovende spillede i årgang 2003.

### F.C. København
Den 31. august 2021 blev det offentliggjort, at Jóhannesson skiftede til F.C. København på en aftale, der løber indtil sommeren 2026. Han fik debut for FCK den 12. september 2021 i udesejren på 2-0 over Randers FC. Hans første mål for FCK var i kampen imod FC Nordsjælland i udesejren 5-1.
Efter begrænset spilletid for F.C. København blev han i august 2023 udlejet til Fortuna Düsseldorf. I sommerpausen 2023-24 fik Jóhannesson en permanent kontrakt med Fortuna Düsseldorf.  

## Landsholdskarriere
Ísak Jóhannesson har spilleet for diverse islandske ungdomshold. I november 2020 blev han udtaget til Islands A-trup til en kamp i UEFA Nations League-turneringen mod England. Han fik debut i kampen i en alder af 17 år og 240 dage, og blev derved den femte yngste spiller for at debutere for Islands landshold.
Han scorede sit første mål for det islandske landshold den 8. oktober 2021, i en VM-kvalifikationskamp mod Armenien. Han blev der ved den yngste spiller, der har scoret for landsholdet; en rekord der indtil da tilhørte Jóhannessons onkel, Bjarni Gudjonsson.